# ウィリアム・ヴレーデ
ゲオルク・フリードリヒ・エドゥアルト・ウィリアム・ヴレーデ(Georg Friedrich Eduard William Wrede,1859年5月10日-1906年11月23日)は、ドイツのルター派の神学者である。
ウィルヘルム・ブセットと並び宗教史学派の新約学者。新約学の分野で古代オリエントの宗教と聖書との関わりを探求した。
ヴレーデは1859年ハノーヴァーのビュッケンに生まれた。1893年にブレスラウ大学の助教授になり、1896年に教授になる。1906年に事務所で亡くなる。
ヴレーデはマルコの福音書におけるメシアの秘密のテーマの研究で有名になる。また、パウロの研究でも知られる。